# Marcello Escorel
Marcello  Escorel (Rio de Janeiro, 13 de setembro de 1960) é um ator brasileiro.

## Carreira

### Televisão
| Ano  | Título                | Personagem                         | Notas                                           | Fonte |
| ---- | --------------------- | ---------------------------------- | ----------------------------------------------- | ----- |
| 2024 | Fuzuê                 | Gonçalo                            | Episódios: "17 de janeiro" "07–08 de fevereiro" | [ 2 ] |
| 2024 | Terra e Paixão        | Barão                              | Episódios: "17–18 de janeiro"                   | [ 2 ] |
| 2023 | Terra e Paixão        | Miro                               | Episódios: "25–27 de julho"                     |       |
| 2023 | Travessia             | Delegado Diogo                     |                                                 |       |
| 2023 | Cara e Coragem        | Pai de Hugo                        | Episódio: "12 de janeiro"                       |       |
| 2022 | Além da Ilusão        | Geraldo                            |                                                 |       |
| 2019 | Amor de Mãe           | Dr. Quintela                       |                                                 |       |
| 2018 | Espelho da Vida       | Dr. Dalton Teixeira / Dr. Fabrício |                                                 | [ 3 ] |
| 2017 | Pega Pega             | Delegado Siqueira Motta            |                                                 |       |
| 2016 | Escrava Mãe           | Zé Leão                            |                                                 |       |
| 2014 | Vitória               | Fernando                           |                                                 |       |
| 2014 | Milagres de Jesus     | Naor                               | Episódio: "A Mulher Encurvada"                  |       |
| 2012 | Máscaras              | João Toga                          |                                                 |       |
| 2011 | Vidas em Jogo         | Miranda                            |                                                 |       |
| 2011 | Sansão e Dalila       | Príncipe Ínarus de Gaza            |                                                 |       |
| 2010 | Ribeirão do Tempo     | Zé Mario                           |                                                 |       |
| 2009 | Poder Paralelo        | Silvio Carlo                       |                                                 |       |
| 2009 | A Lei e o Crime       | Juvenal                            |                                                 |       |
| 2006 | Vidas Opostas         | Roberto                            |                                                 |       |
| 2005 | Linha Direta Mistério | Cap Hollanda                       | Episódio: "Operação Prato"                      |       |
| 2005 | Belíssima             | Delegado                           |                                                 |       |
| 2005 | Carga Pesada          | líder da tribo                     | Episódio: "Arara Una"                           |       |
| 2004 | Linha Direta Justiça  | Editor-chefe do Jornal             | Episódio: "Máscaras de Chumbo"                  |       |
| 2004 | Um Só Coração         | Oduvaldo Vianna Filho              |                                                 |       |
| 2004 | Senhora do Destino    | Cícero                             |                                                 |       |
| 2003 | Mulheres Apaixonadas  | Nestor                             |                                                 |       |
| 2002 | Coração de Estudante  | Joaquim Mendes (Quinzinho)         | participação                                    |       |
| 2002 | O Clone               | assaltante da Mansão Leônidas      | participação                                    |       |
| 2000 | Malhação              | Dr                                 |                                                 |       |
| 2000 | Aquarela do Brasil    | policial                           | participação                                    |       |
| 1998 | Pecado Capital        | Delegado                           |                                                 |       |
| 1997 | A Indomada            | Lauro                              |                                                 |       |
| 1995 | Irmãos Coragem        | Ernane                             |                                                 |       |
| 1994 | A Viagem              | Carcereiro                         |                                                 |       |

### Cinema
- 1988 Tanga (Deu no New York Times?)  Filme de Henfil - AIDS
- 1994 Lamarca
- 1996 Como Nascem os Anjos - Baccaro
- 1999 Outras Estórias
- 2001 Bufo & Spallanzani - Wilfredo
- 2001  O xangô de Baker Street - Olavo Bilac
- 2003 Garrincha - Estrela Solitária - Gilberto
- 2003 Carandiru- Policial corrupto
- 2003 As Alegres Comadres - Braga
- 2007 Tropa de Elite - Coronel Otavio
- 2012 Totalmente Inocentes - Capitão Nervosão